# Novokantovství
Novokantovství je souhrnné označení pro německé filosofické školy, které se od druhé poloviny 19. století vracely k filosofickému dědictví Immanuela Kanta.

## Vznik
V první polovině 19. století byl Hegelův vliv v Německu tak silný, že Kantovu filosofii téměř vytlačil z filosofické diskuse. Obnovený zájem o Kanta začíná až po roce 1860 a plyne zejména ze snahy bránit filosofii před přílišným vlivem tehdejších přírodních věd a jejich materialismu. Signálem byly kritické Dějiny materialismu (F. A. Lange, 1866) a kniha Otto Liebmanna Kant a jeho epigoni, kritika idealismu (Fichte, Schelling, Hegel), realismu (Herbart), empirismu i Schopenhauerovy „transcendentální filosofie“. Kniha končí výzvou „Musíme se vrátit ke Kantovi.“
Významnou úlohu sehrál i fyzik Hermann von Helmholtz, který se také postavil proti šíření materialismu za hranice přírodovědecké pracovní hypotézy:
“Nezapomeňte, prosím, že i materialismus je metafyzická hypotéza, která se sice v oblasti přírodních věd ukázala jako velmi plodná, nicméně zůstává hypotézou. Když se na jeho hypotetickou povahu zapomene, stane se z materialismu dogma, jež může být pro pokrok přírodních věd překážkou a vést k vášnivé intoleranci jako jiná dogmata. Toto nebezpečí nastává v okamžiku, kdy se někdo snaží popírat nebo skrývat skutečnosti.“ 

## Marburská škola
Za zakladatele marburské novokantovské školy se pokládá silně matematicky a přírodovědecky zaměřený židovský filosof Hermann Cohen (1842–1918). Cohen obhajoval objektivitu matematických objektů a poznání vůbec proti psychologismu a vypracoval vlastní systém, který za základ lidského myšlení nepovažuje pojmy – jako Kant a Hegel – nýbrž soudy. Také Paul Natorp (1854–1924) se zabýval zejména logickými základy přírodních věd a přírodovědeckého poznání a měl značný vliv na Edmunda Husserla. K marburské škole dále patřil historik filosofie Karl Vorländer a právní filosof Rudolf Stammler. Na marburskou školu později navázal i Ernst Cassirer (1874–1945), který Kantovo pojetí kategorií jako prostředníků mezi poznáním a skutečností rozšířil o symbolické formy (jazyk, náboženství, umění, technika, dějiny nebo právo). Z marburské školy vyšla řada významných myslitelů, například Hans-Georg Gadamer, Nicolai Hartmann, Martin Heidegger, Hans Jonas, Franz Rosenzweig a další.

## Jihoněmecká (bádenská) škola
Takzvaná bádenská škola na Kanta navazovala ve snaze vybudovat filosofii hodnot. Za její zakladatele platí heidelberští profesoři Wilhelm Windelband (1848 –1915) a Heinrich Rickert (1863 – 1936). Pro Windelbanda je filosofie především naukou o obecných hodnotách, o pravdě v myšlení, o dobrotě v jednání a chtění a o kráse v citu. Windelband zavedl rozlišení na historické a přírodní vědy, kdežto Rickert zdůrazňoval rozdíl mezi kulturními a přírodními vědami a zabýval se filosofií hodnot. K bádenské škole lze počítat i teologa a religionistu Ernsta Troeltsche, i když později odešel z Heidelbergu do Berlína. Novokantovské myšlení silně ovlivnilo také sociologa Maxe Webera, vitalistu H. Driesche nebo filosofa Maxe Schelera.
Tribunou novokantovského myšlení se stal časopis Kant-Studien, založený roku 1897 H. Vaihingerem, který vychází dodnes. Vzhledem k jeho mnohostranným vlivům se zájem o novokantovství v poslední době opět oživuje, zejména v USA.